# Андрос (град, Грчка)
Андрос (гр:Άνδρος, ен:Andros) град је у средишњој Грчкој и седиште истоименог округа Андрос, као и највеће насеље истоименог острва Андрос, у периферији Јужни Егеј.

## Природни услови
Андрос се налази у средишњем делу грчке државе. Град је смештен на источној обали острва Андрос, на омањем полуострву са стрмим литицама (стратешки добар положај). Северно до града се издижу планине.
Клима у Андросу је средоземна, са жарким и дугим летима и благим и кишовитим зимама.

## Историја
Погледати: Андрос

## Становништво
Данашњи град Андрос има око 1.500 становника, а са околином око 4.000.
Становници Андроса су махом етнички Грци, од којих су већина православци, а мањина римокатолици (посебност Киклада, који су дуго били под Млецима). Лети се број становника значајно увећа доласком туриста, било домаћих или страних.

## Знаменитости града
Андрос је типичан средоземни градић уских улица, са тргом и неколико цркава. Месна архитектура је мешавина локалних утицаја и запада, па се на кућама мешају егејски и класични елементи. Град има неколико музеја.